# Norkst
Albums de Erik Marchand & Kreiz Breizh Akademi
Izhpenn 12
(2010)
Norkst est le premier album du premier collectif formant en 2004 la Kreiz Breizh Akademi (KBA) initiée par le chanteur breton Erik Marchand. Il sort en septembre 2006 chez Innacor, distribué par L'Autre distribution. Les musiciens présentent une musique traditionnelle utilisant les modes que les grands interprètes populaires de Basse-Bretagne avaient mis en valeur au siècle dernier.

## Présentation
Norkst (prononciation de an orkestr en Centre Bretagne) est le nom de l'album sorti en 2006 par Kreiz Breizh Akademi chez Innacor records. Ce collectif de 16 jeunes artistes (entre 23 et 30 ans) travaille sous le patronage d'Erik Marchand mais également de Thierry "Titi" Robin, de Ross Daly, de Hassan Yarim Dunya et de Keyvan Chemirani. Erik Marchand transmet sa quête d'une musique globale, enlacée « dans le temps comme dans l'espace et la mémoire ». Un reportage vidéo de Roland Thépot accompagne le CD.

## Récompenses
L'album est récompensé en 2006 par le prix Prizioù de la chaîne France 3 Bretagne. Il obtient un « Bravo » dans la revue Trad Magazine.

## Représentations
Le premier collectif KBA s'est produit principalement en Bretagne mais également en Espagne et au Portugal de 2005 à 2007. L'orchestre est à l'affiche des principaux festivals bretons : Yaouank à Rennes en 2005, Tombées de la nuit, Cornouaille et Bout du Monde en 2006. En 2007, il joue sur les scènes nationales de Brest (Le Quartz) et de Saint-Brieuc (La Passerelle). 

## Liste des pistes
| No  | Titre                     | Durée |
| --- | ------------------------- | ----- |
| 1.  | C'hayyam Polka            | 05:01 |
| 2.  | An Daou Gamerad Fidel     | 06:16 |
| 3.  | Before                    | 03:43 |
| 4.  | KAS A BAC'H               | 05:15 |
| 5.  | Ar Verjelennig Lazhet     | 05:57 |
| 6.  | Ton Dizoubl Ha Tamm Kreiz | 04:25 |
| 7.  | Ton Doubl                 | 03:56 |
| 8.  | Rene Ar Gwenn             | 03:01 |
| 9.  | Fest An Hoc'h             | 04:00 |
| 10. | Gwin Ar Galon             | 02:41 |
| 11. | Noz Kentan Ma Eured       | 02:38 |
| 12. | Dañs Tro                  | 03:21 |
| 13. | Ton Bale                  | 04:29 |
| 14. | De' Kaer Hec'h Eured      | 05:01 |
| 15. | Ar Walenn Dour            | 06:15 |

## Crédits
- Produit par Innacor/Ton All produksion
- Enregistré en juin 2006 par Flavio Marredda et Jacky Molard à La Grande Boutique - Langonnet
- Mixé en juin 2006 par Jacky Molard
- Réalisation vidéo : Roland Thépot
- Photographies : Eric Legret
- Dessins et graphisme : Julien Weber
- Tissus : Cécile Borne
- Conseiller artistique : Erik Marchand
- Suivi de production : Bertrand Dupont

### Musiciens
- Simone Alves : chant
- Christophe Le Menn alias Krismenn : chant, percussions
- Eric Menneteau : chant
- Hoëla Barbedette : harpe celtique à 1/4 de tons
- Youenn Chapalain : biniou, saxophone
- Jean Floc'h : accordéon chromatique à 1/4 de tons
- Yann Gourvil : guitare acoustique, violon, oud
- Grégoire Hennebelle : violon
- Guillaume Le Guern : clarinette
- Glenn Le Merdy : percussions
- Anne-Marie Nicol : bombarde
- Youen Paranthoen : accordéon diatonique à 1/4 de tons
- Delphine Quenderff : contrebasse
- Yvon Rouzic : guitare acoustique
- Yann Simon : flûte traversière en bois
- Nicolas Syz : clarinette

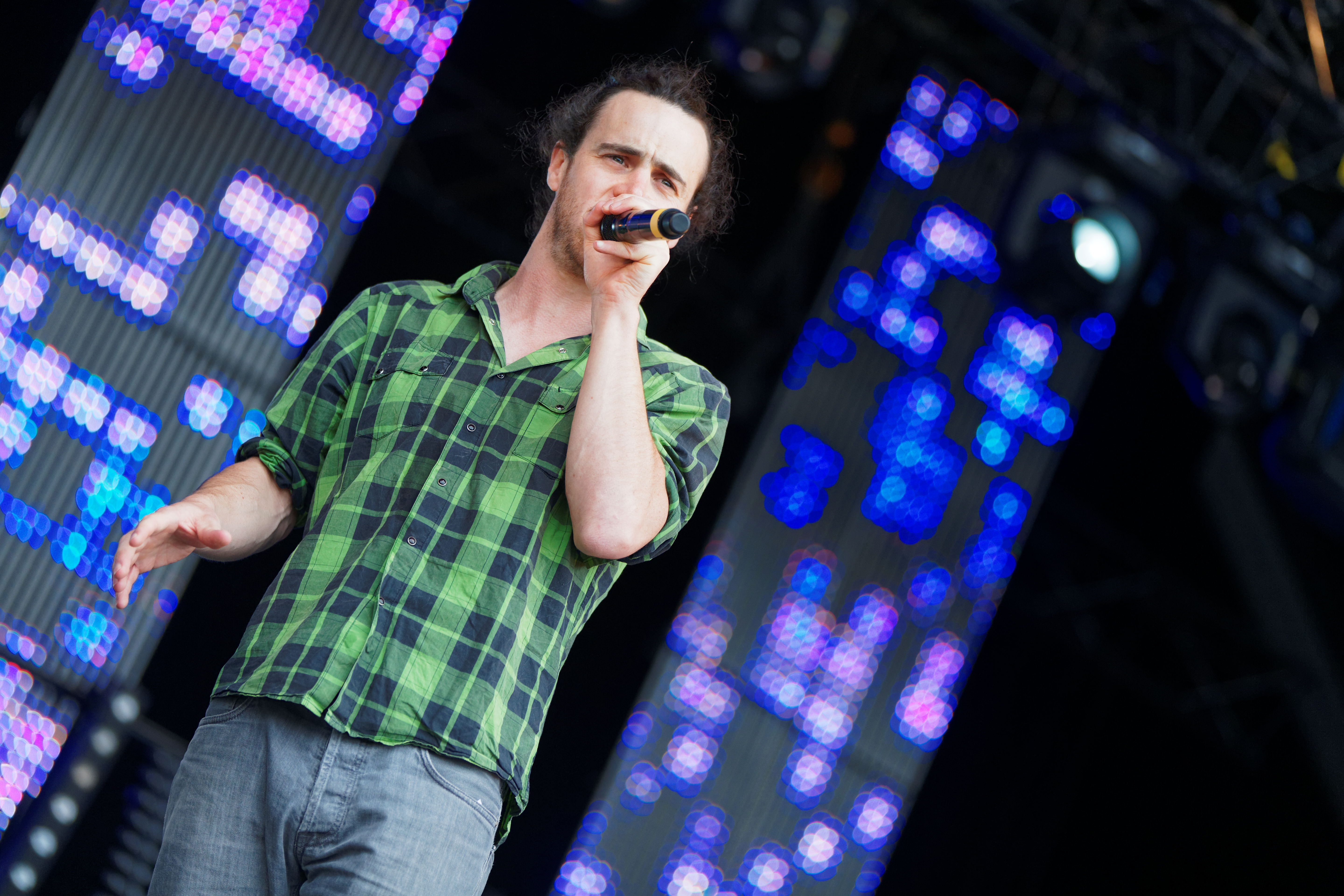
Krismenn au festival des Vieilles Charrues
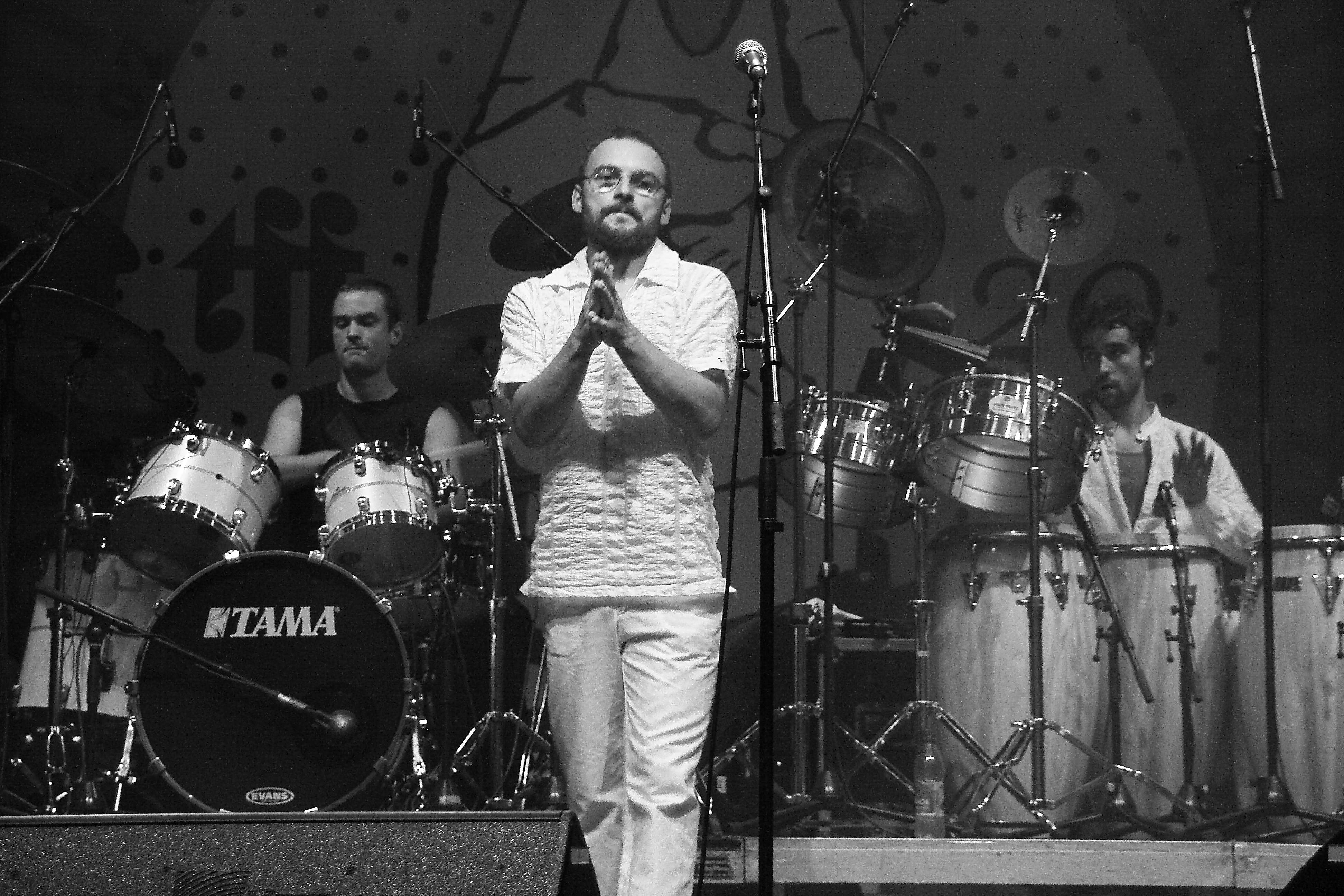
Eric Menneteau avec Badume's Band au TFF.Rudolstadt
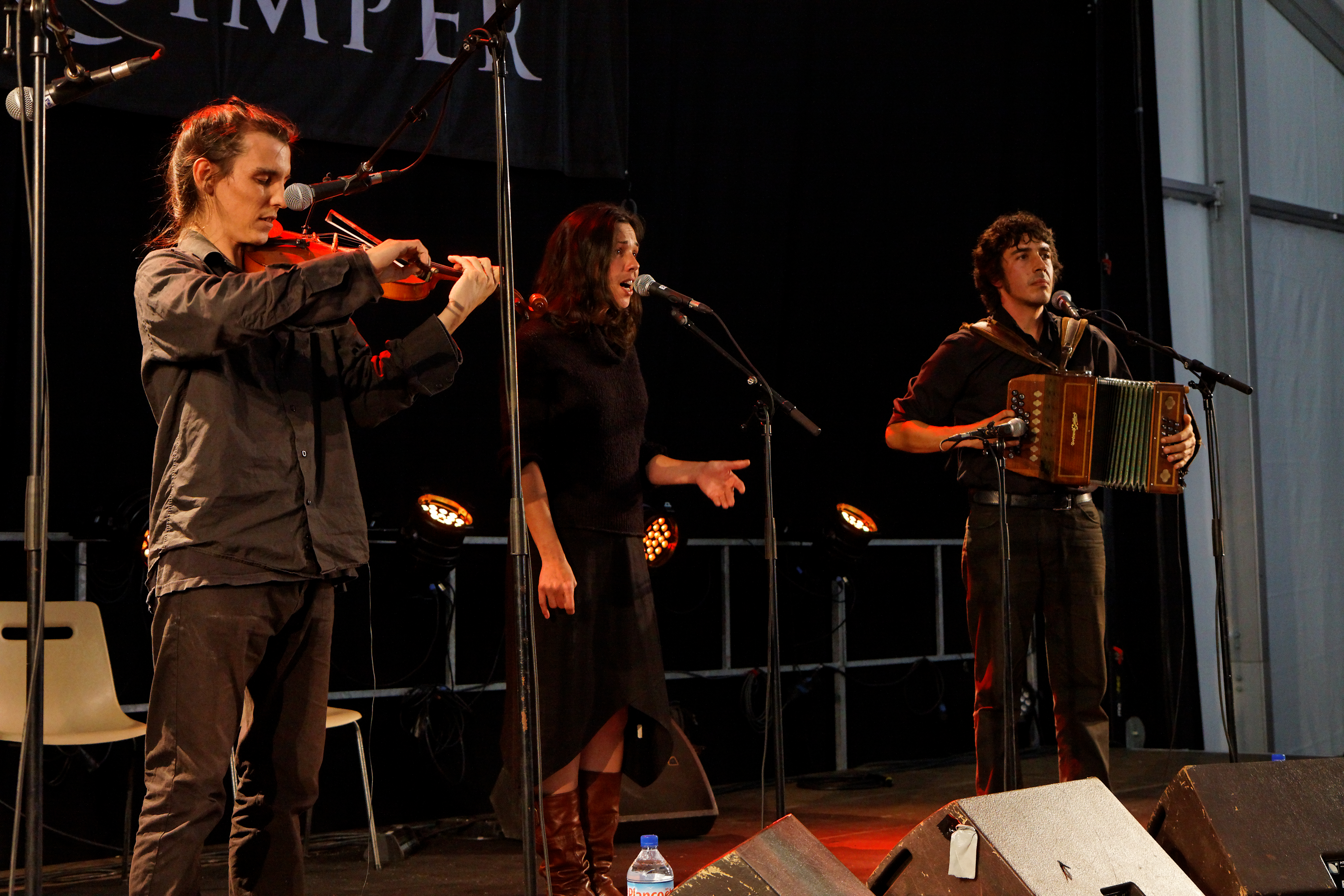
Grégoire Hennebelle avec Faustine Audebert et Youen Paranthoen [ZÕN]